# Ali Raymi
Ali Raymi, geboren als Ali Ibrahim Ali Al-Raimi (Mekka, 7 december 1973 – Jemen, 23 mei 2015), bijgenaamd The Greatest Ever (TGE) en GOD, was een jemenitisch bokser.  Hij werd wereldkampioen in het 2014 en won een gouden medaille in Algeria.

## Wereldrecord
21 eerste ronde KOs